# エテンザミド
エテンザミド（英語: ethenzamide）とは、サリチル酸系の解熱鎮痛消炎薬の1種である。すなわち、シクロオキシゲナーゼ(COX)阻害薬の1つである。

## 構造
サリチル酸のカルボキシ基とアンモニアがアミド結合した物が、サリチルアミドである。したがって、サリチル酸が持つ水酸基は、サリチルアミドにも残存している。この水酸基にエタノールをエーテル結合させた物が、エテンザミドである。

## 利用
日本でエテンザミドは、主に市販の頭痛薬や総合感冒薬として使用される薬の1つである。さらに、アセトアミノフェン、カフェインと共にエテンザミドも配合され、ACE処方として用いられる製剤も出回ってきた。剤形は主に錠剤や散剤であり、それらは経口投与で用いる。頭痛・歯痛・生理痛などの痛みや、発熱を抑えるために使用される場合が有る。

## 生理作用（作用機序と副作用）
エテンザミドは、他のサリチル酸誘導体と同様の作用機序で解熱・鎮痛作用を発現し、アセチルサリチル酸と同等の作用を持つ。ただし、アセチルサリチル酸は胃内で一部が加水分解されて、サリチル酸を遊離させて胃粘膜に障害を起こすのに対し、エテンザミドはサリチルアミドになるため、胃に対する副作用は比較的軽いとされている。一方で、サリチル酸系の解熱鎮痛消炎剤の共通の作用機序は、シクロオキシゲナーゼの阻害にある。したがって、プロスタグランディン類の全ての生合成を抑え込むため、消化管粘膜の防御因子の産生も抑え込まれるので、たとえエテンザミドであっても、COX阻害薬に共通する問題の1つである胃も含めた消化管障害の副作用は、免れない。無論、その他のCOX阻害薬に共通する副作用も、例えば、出血傾向、腎動脈収縮に伴う障害などが発生し得る。その他、予期の難しい副作用として、特異体質による副作用が稀に有り得る。

## 禁忌
原則として、アスピリン喘息の既往の有る者には禁忌である。同じく、COX阻害薬であるため、胎児の循環系に異常を来たす可能性が有るため、妊娠末期の女性にも禁忌である。また、小児のインフルエンザの解熱にも避ける。さらに、COX阻害薬の一般的な注意事項として、消化性潰瘍患者、出血傾向の患者、腎疾患患者、重度の肝疾患患者、重度の心疾患患者への投与は避ける。

## 薬物相互作用
ワーファリンなどの抗血小板薬、炭酸リチウム、チアジド系利尿薬などと相互作用を起こす場合がある。

## 毒性
マウスに経口投与した場合の半数致死量は549 (mg/kg)である。